# Izomeraza
U biohemiji, izomeraza je enzim koji katalizuje strukturno preuređenje izomera. Izomeraze katalizuju reakcije oblika:
gde je B izomer molekula A.

## Nomenklatura
Imena izomeraza se formiraju kao „supstrat izomeraza“ (na primer, enoil CoA izomeraza), ili kao „supstrat tip izomeraze“ (na primer, fosfoglukomutaza).

## Klasifikacija
EC klasifikacija enzima grupiše izomeraze u klasu: EC 5. One se dele u šest potklasa:
- EC 5.1 obuhvata enzime koji katalizuju racemizaciju (racemaze) i epimerizaciju (epimeraze)
- EC 5.2 obuhvata enzime koji katalizuju izomerizaciju geometrijskih izomera (cis-trans izomeraze)
- EC 5.3 obuhvata intramolekularne oksidoreduktaze
- EC 5.4 obuhvata intramolekularne transferaze (mutaze)
- EC 5.5 obuhvata intramolekularne lijaze
- EC 5.99 obuhvata druge izomeraze (uključujući topoizomeraze)

## Literatura
- [https://web.archive.org/web/20120526033816/http://www.chem.qmul.ac.uk/iubmb/enzyme/EC5/intro.html
- [http://medical-dictionary.thefreedictionary.com/isomerase
- [http://www.yourdictionary.com/isomerase
- Nicholas C. Price; Lewis Stevens (1999). Fundamentals of Enzymology: The Cell and Molecular Biology of Catalytic Proteins (Third изд.). USA: Oxford University Press. ISBN 019850229X.
- Eric J. Toone (2006). Advances in Enzymology and Related Areas of Molecular Biology, Protein Evolution (Volume 75 изд.). Wiley-Interscience. ISBN 0471205036.
- Branden C; Tooze J. Introduction to Protein Structure. New York, NY: Garland Publishing. ISBN 0-8153-2305-0.
- Irwin H. Segel. Enzyme Kinetics: Behavior and Analysis of Rapid Equilibrium and Steady-State Enzyme Systems (Book 44 изд.). Wiley Classics Library. ISBN 0471303097.
- William P. Jencks (1987). Catalysis in Chemistry and Enzymology. Dover Publications. ISBN 0486654605.

## Spoljašnje veze
- GoPubMed: Top authors, journals, places publishing on Isomerases